# Frequency (альбом IQ)
Frequency — десятый студийный альбом английской группы нео-прогрессивного рока IQ, выпущенный 26 мая 2009 года. Темой концепции альбома являются события атомных бомбардировок городов Хиросима и Нагасаки в Японии.

## Список композиций
Все тексты написаны Питером Николлсом, вся музыка написана группой IQ.
| №                   | Название                 | Длительность |
| ------------------- | ------------------------ | ------------ |
| 1.                  | «Frequency»              | 8:29         |
| 2.                  | «Life Support»           | 6:27         |
| 3.                  | «Stronger Than Friction» | 10:31        |
| 4.                  | «One Fatal Mistake»      | 4:53         |
| 5.                  | «Ryker Skies»            | 9:45         |
| 6.                  | «The Province»           | 13:42        |
| 7.                  | «Closer»                 | 8:10         |
| Общая длительность: | Общая длительность:      | 61:57        |

## Участники записи
- Питер Николлс — вокал
- Майк Холмс — гитара
- Марк Уэстворт — клавишные
- Джон Джоуитт — бас-гитара
- Энди Эдвардс — ударные